# Parc des Fondateurs
Le parc des Fondateurs est à la fois un parc du village de Bas-Caraquet, au Nouveau-Brunswick, et un site historique provincial connu en tant que lieu Gabriel-Giraud.
C'est un parc paysager, construit à l'embouchure du ruisseau Isabelle dans la baie de Caraquet, à l'extrémité ouest du village. Il comprend un pont piétonnier au-dessus du ruisseau, ainsi qu'une sculpture en métal et une plaque commémorant l'établissement de Gabriel Giraud.
Gabriel Giraud dit Saint-Jean, marchand originaire de France, s'établit ici de façon permanente en 1731. Il y pratiquait l'agriculture et la pêche avec sa famille. Gabriel Giraud est considéré comme le premier blanc à s'être établi de façon permanente dans la région. Plusieurs familles se sont établies par la suite à ses côtés, contribuant à la fondation des communautés de Caraquet et de Bas-Caraquet.
Un cimetière fut ensuite ouvert sur le terrain et Gabriel Giraud y a probablement été inhumé. Vers le milieu du XIXe siècle, les squelettes ont dû être exhumés à cause de l'érosion causée par les marées de la baie de Caraquet. Ils ont été enterrés à nouveau dans le cimetière près de l’église de Bas-Caraquet.
C'est un site historique provincial depuis le 28 juillet 1986.

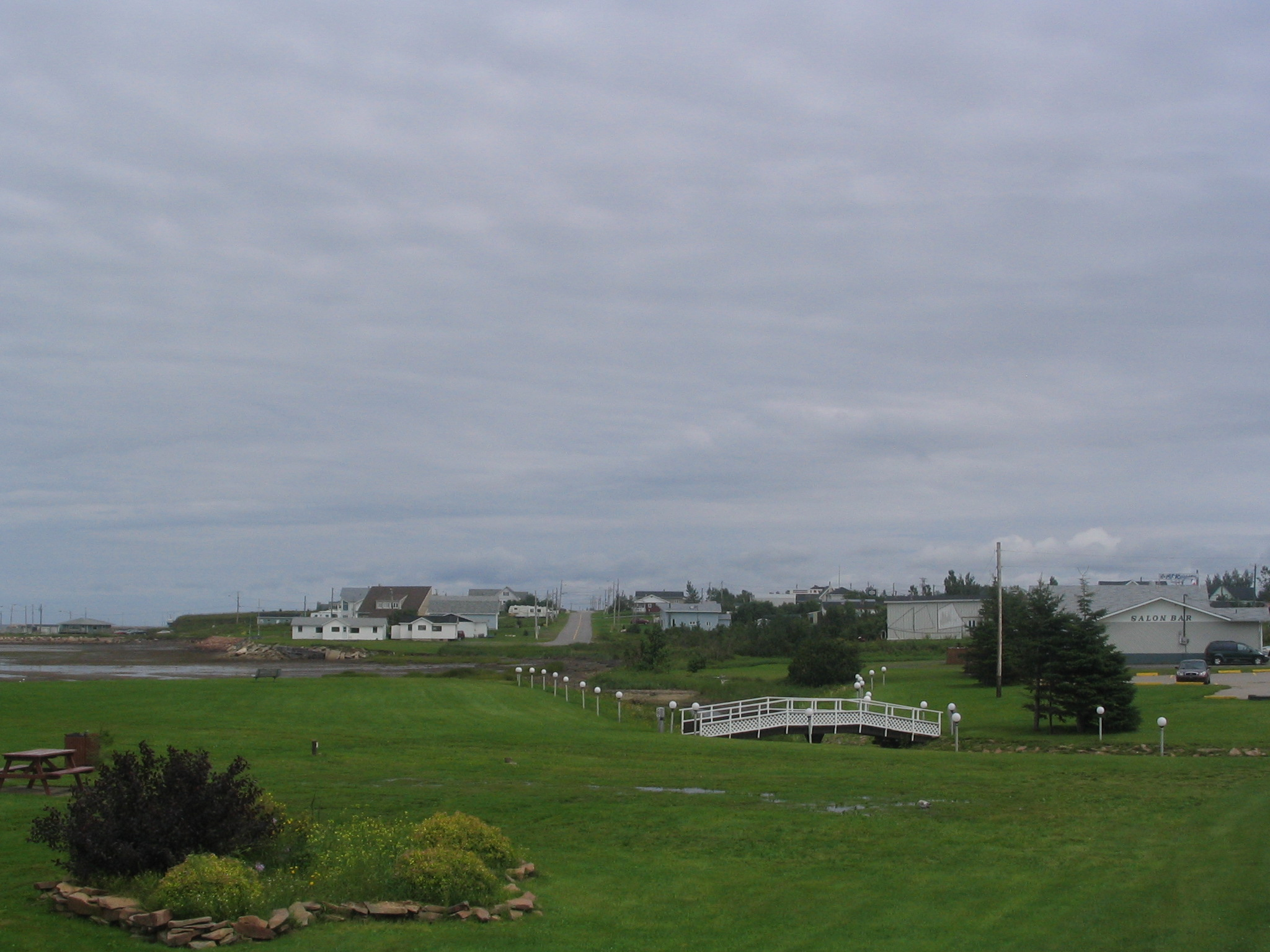
Bas-Caraquet vue du parc, avec le pont du ruisseau Isabelle.
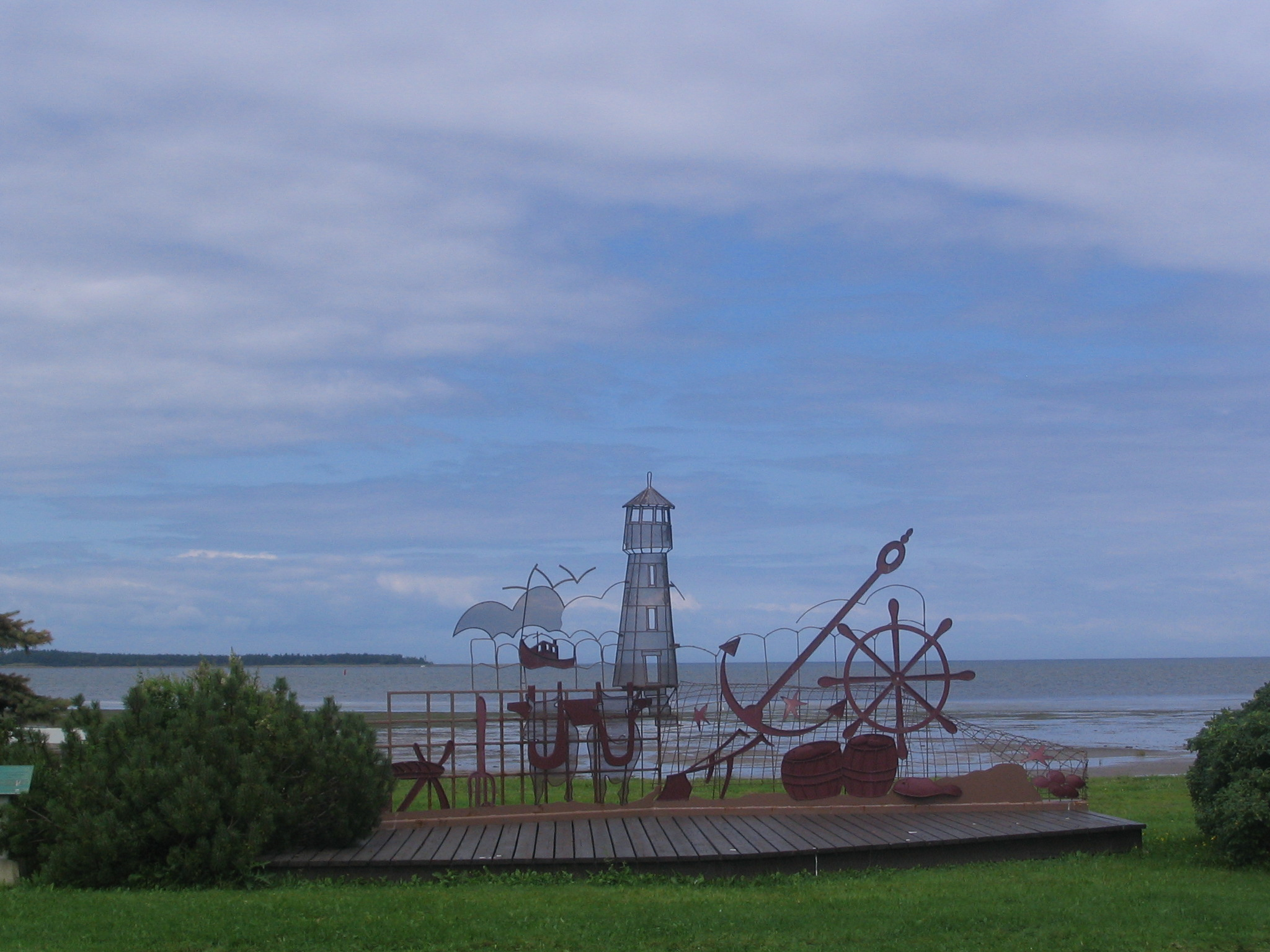
Le monument
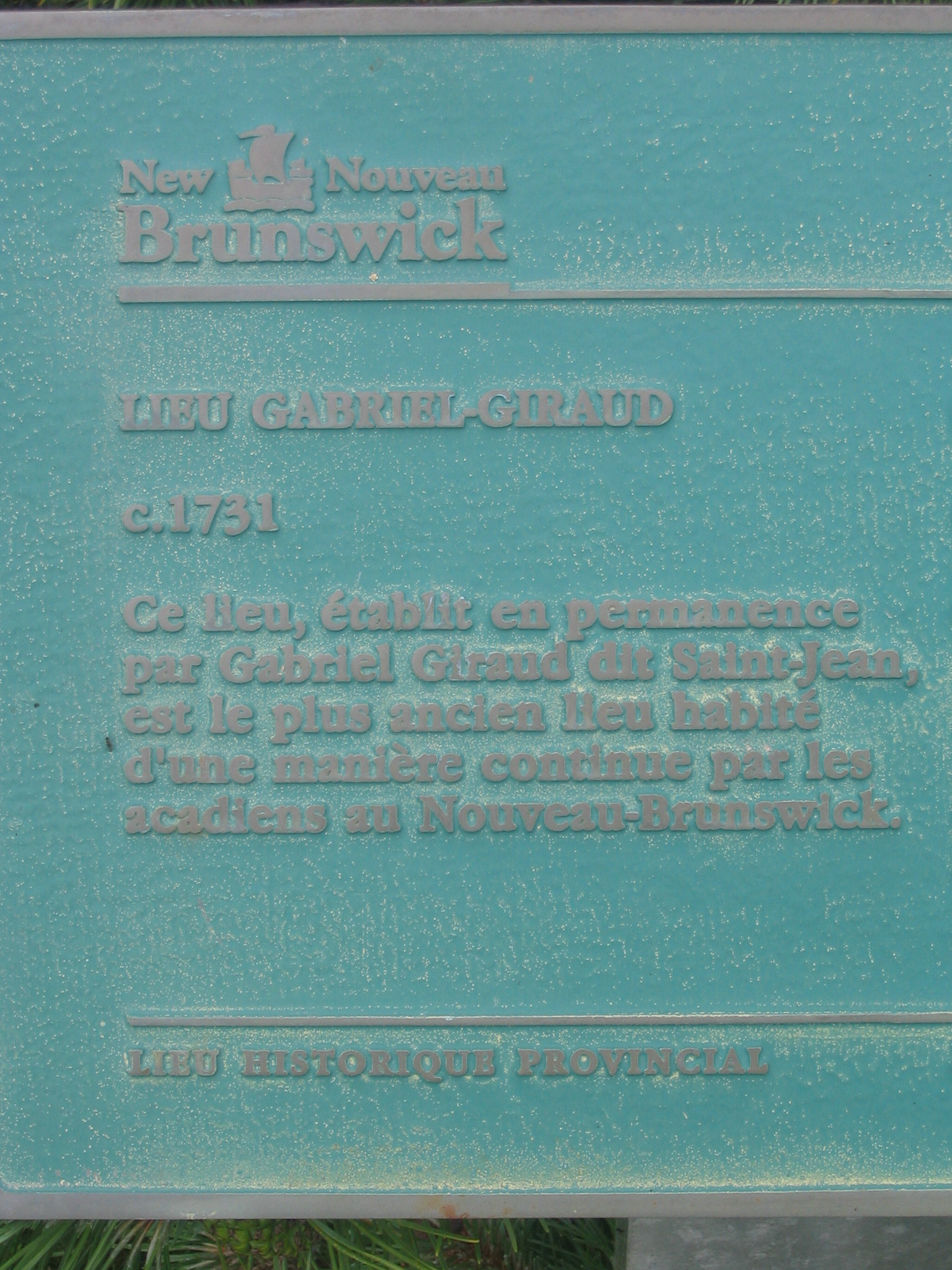
La plaque